# Firozabad
Firozabad (Hindi: फ़िरोज़ाबाद, Urdu: فیروزآباد) ist eine Stadt des Bundesstaates Uttar Pradesh in Indien, etwa 40 Kilometer östlich von Agra und 200 km südöstlich Kilometer von Delhi gelegen.

## Beschreibung
Firozabad ist Verwaltungssitz des gleichnamigen Distrikts. Die Stadt hat eine Einwohnerzahl rund 600.000 (Volkszählung 2011) und ist am Nordrand des Dekkan-Plateaus sowie an der Bahnstrecke Agra-Kanpur gelegen. Firozabad ist bekannt für seine glasverarbeitende Industrie. Im Jahr 2005 waren 70 % der kleinen glasverarbeitenden Betriebe Indiens in Firozabad angesiedelt. In der Stadt wurden 400 glasverarbeitende Betriebe gezählt.
Im Jahr 2014 wurde die Stadt Firozabad zu einer Municipal Corporation (Nagar Nigam) erhoben.

## Geschichte

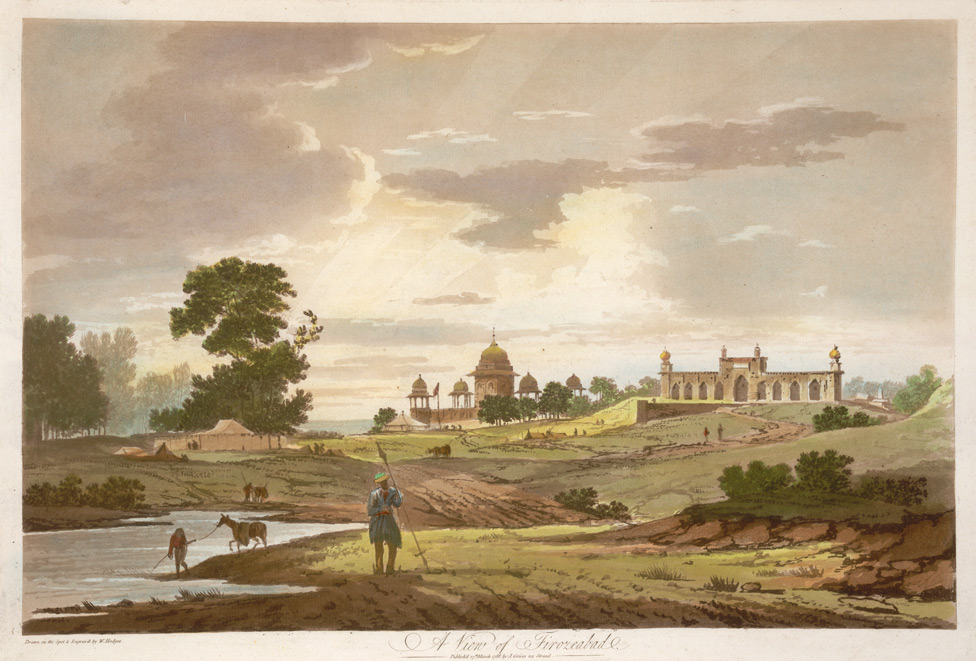
A View of Firozabad, Aquarell von William Hodges (1787)

Die erste Name der Stadt war der Überlieferung nach Chandwar Nager, wobei dies umstritten ist. Die Stadt wurde zur Herrschaftszeit Akbars in Firozabad umbenannt, zu Ehren des Militärbefehlshabers (Mansabdar) Firoz Shah, der hier gegen Räuberbanden vorgegangen war. In der Zerfallsphase des Mogulreichs im 18. Jahrhundert war die Stadt mehrfach Plünderungen und Kriegswirren ausgesetzt. Ab 1802 stand sie unter der Herrschaft der Britischen Ostindien-Kompanie und gehörte administrativ zunächst zum Distrikt Etawah, danach zum Distrikt Aligarh, ab 1832 zum neu geschaffenen Distrikt Sadabad und ab 1833 zum Distrikt Agra. Während des Indischen Aufstands von 1857, der Khilafatbewegung 1919–24 und der Quit-India-Bewegung ab 1942 war Firozabad ein Herd des Widerstands gegen die Kolonialherrschaft. 1989 wurde Firozabad Hauptstadt des neu geschaffenen Distrikts gleichen Namens.

## Bevölkerung
Nach der Volkszählung 2011 lebten 604.214 Personen in der Stadt. Die Alphabetisierungsrate lag bei 66,3 %. 62,4 % der Bewohner waren Hindus, 33,8 % Muslime, und 3,8 % Sonstige. Der Anteil von Muslimen lag damit deutlich über dem Durchschnitt des Distrikts (12,6 %).
|                       | Jan  | Feb  | Mär  | Apr  | Mai  | Jun  | Jul   | Aug   | Sep   | Okt  | Nov | Dez |   |      |
| Mittl. Tagesmax. (°C) | 22   | 25   | 32   | 38   | 41   | 41   | 35    | 33    | 34    | 34   | 29  | 24  | ⌀ | 32,4 |
| Mittl. Tagesmin. (°C) | 8    | 10   | 16   | 22   | 26   | 28   | 27    | 26    | 24    | 19   | 13  | 9   | ⌀ | 19   |
|                       |      |      |      |      |      |      |       |       |       |      |     |     |   |      |
| Niederschlag (mm)     | 10,2 | 12,7 | 10,2 | 10,2 | 15,2 | 66,0 | 195,6 | 226,1 | 114,3 | 27,9 | 2,5 | 5,1 | Σ | 696  |

| 8 |

| 10 |

| 16 |

| 22 |

| 26 |

| 28 |

| 27 |

| 26 |

| 24 |

| 19 |

| 13 |

| 9 |

| 8 |

| 10 |

| 16 |

| 22 |

| 26 |

| 28 |

| 27 |

| 26 |

| 24 |

| 19 |

| 13 |

| 9 |